# Portland Fire 2000
La stagione 2000 delle Portland Fire fu la 1ª nella WNBA per la franchigia.
Le Portland Fire arrivarono settime nella Western Conference con un record di 10-22, non qualificandosi per i play-off.

## Roster
| N° | Naz.                   | Ruolo | Sportivo           | Anno | Alt. | Peso |
| -- | ---------------------- | ----- | ------------------ | ---- | ---- | ---- |
| 00 | Stati Uniti (bandiera) | A     | Sylvia Crawley     | 1972 | 196  | 77   |
| 3  | Stati Uniti (bandiera) | G     | Michelle Marciniak | 1973 | 178  | 70   |
| 4  | Australia (bandiera)   | G     | Tully Bevilaqua    | 1972 | 170  | 64   |
| 7  | Stati Uniti (bandiera) | G     | Tara Williams      | 1974 | 180  | 77   |
| 10 | Stati Uniti (bandiera) | G     | Jamila Wideman     | 1975 | 168  | 61   |
| 11 | Stati Uniti (bandiera) | A     | Stacey Thomas      | 1978 | 178  | 70   |
| 13 | Stati Uniti (bandiera) | G     | Sophia Witherspoon | 1969 | 178  | 66   |
| 17 | Stati Uniti (bandiera) | A     | Vanessa Nygaard    | 1975 | 185  | 79   |
| 22 | Stati Uniti (bandiera) | A     | DeMya Walker       | 1977 | 191  | 76   |
| 31 | Stati Uniti (bandiera) | C     | Michele Van Gorp   | 1977 | 198  | 85   |
| 34 | Stati Uniti (bandiera) | GA    | Lynn Pride         | 1978 | 188  | 82   |
| 41 | Stati Uniti (bandiera) | A     | Alisa Burras       | 1975 | 191  | 99   |

## Staff tecnico
- Allenatore: Linda Hargrove
- Vice-allenatori: Jessie Kenlaw, J.T. Prada
- Preparatore atletico: Kyla McDaniel